# Fonctions exécutives
En psychologie, les fonctions exécutives sont un ensemble assez hétérogène de processus cognitifs de haut niveau permettant la maîtrise de l'individu par lui-même quand il cherche à atteindre un but ou gérer une situation difficile ou nouvelle. Ces fonctions permettent de faire varier le traitement de l'information et le comportement à chaque instant, en fonction des objectifs du moment, et d'une manière adaptative plutôt que rigide et inflexible.
Ces fonctions exécutives permettent la planification, l'organisation, l'élaboration de stratégies, l'attention et le souvenir des détails importants, ainsi que la gestion du temps et de l'espace.
La neuropsychologie et la neurophysiologie ont conduit au consensus que le cortex préfrontal joue un rôle-clé dans les fonctions exécutives (ou « maîtrise cognitive ») dans le cerveau. Cependant, les différentes fonctionnalités des fonctions exécutives semblent recruter différentes parties du cortex frontal, ainsi que d'autres régions du cerveau.
Les chercheurs en sciences cognitives ont créé des modèles des fonctions exécutives, dont l'un des plus connus est le modèle du système attentionnel superviseur de Donald Norman et Tim Shallice. On parle de syndrome dysexécutif pour désigner les troubles des fonctions exécutives.

## Les précurseurs de la notion de fonctions exécutives

### Alexandre Louria
Pour Alexandre Louria[Où ?], toute activité de résolution de problèmes suppose quatre choses : une analyse de la situation, une élaboration d'un plan de résolution, une résolution séquentielle et organisée de ce plan et une vérification en comparant l'objectif de départ avec le résultat obtenu.
Il définit[Où ?] trois fonctions :
1. la volition : c'est la volonté d'agir, l'initiation ;
2. la planification des étapes ;
3. la maîtrise.

Il insiste sur l'importance des lobes frontaux dans ce type de fonctions.

### Dubois
Dubois[Qui ?] définit[Où ?] ces fonctions comme étant l'ensemble des processus qui contrôlent et régulent les autres activités cognitives.

### Patrick Rabbitt
Rabbitt définit cinq fonctions :
- l'adaptation aux situations nouvelles (qui peut être rapprochée de la notion d'intelligence fluide) ;
- la planification et la mise en œuvre de stratégies nouvelles (qui peuvent aussi être liées à l'intelligence fluide) ;
- le contrôle et la régulation de l'action ;
- la capacité à tenir compte de l'information en retour pour ajuster sa réponse ;
- la capacité à inhiber des informations non pertinentes pour la réalisation de la tâche.

## Rôle des fonctions exécutives
Les fonctions exécutives permettent de:
1. faire des plans ;
2. garder une trace du temps et terminer le travail à temps ;
3. garder une trace de plus d'une chose à la fois ;
4. inclure de façon significative les connaissances antérieures dans les discussions ;
5. évaluer des idées et réfléchir sur notre travail ;
6. changer d'avis et apporter des corrections à mi-parcours en pensant, la lecture et l'écriture ;
7. demander de l'aide ou demander plus d'information quand nous avons besoin ;
8. s'engager dans la dynamique du groupe.
9. diriger le comportement orienté vers un but
10. réfléchir avant d'agir[6]

Des études,montrent par exemple, l’implication des fonctions exécutives dans la prise quotidienne des thérapeutiques dans les maladies chroniques. Il est difficile pour les adolescents d’être observant du fait de la perturbation des fonctions exécutives à cette période de la vie.

## Les types de fonctions exécutives
Le maîtrise exécutive représente une série de fonctions de maîtrise de haut niveau qui prend en charge le comportement orienté vers un but. La théorie de Miyake, Friedman, Emerson, Witzki, Howerter et Wagner est une théorie très dominante dans la littérature sur les fonctions exécutives. Grâce à une analyse de régression, ils ont pu mettre à jour trois fonctions exécutives spécifiques, qui sont à la fois indépendantes et font partie d'une certaine unité (corrélées entre elles).

### La flexibilité mentale (shifting)
Cette fonction définit la capacité de changer de tâche ou de stratégie mentale, et à passer d'une opération cognitive à une autre. Elle peut requérir le désengagement d'une tâche pour se réengager dans une autre. Il existerait trois sous-classes de flexibilité mentale : la flexibilité d'information en mémoire de travail (interne), la flexibilité externe (pour des stimuli environnementaux) et la flexibilité de source.

### La mise à jour (updating)
Cette fonction permet la mise à jour d'information dans la mémoire de travail. Cela implique la modification du contenu sur la base de l'information entrante plus récente,. Cette mise à jour d'une action nécessite la surveillance et le codage de l'information entrante pour la pertinence de la tâche qui est en cours d'exécution à un moment. Alors, elle révise d'une façon appropriée les items conservés en mémoire de travail en remplaçant l'information qui n'est plus pertinente avec l'information plus récente et plus pertinente.

### L'inhibition
L'inhibition désigne une série de mécanismes de suppression des cognitions et des actions inappropriées, ainsi que la résistance aux interférences de l'information non pertinente. C'est la capacité de supprimer l'expression ou la préparation de l'information qui perturberait le bon achèvement d'un objectif. Cette fonction exécutive permet la maîtrise de la cognition et le comportement complexe et c'est essentiel pour une interaction efficace avec l'environnement.
L'inhibition est importante dans l'intelligence, la mémoire et l'attention. Elle est aussi liée à la compétence sociale qui implique une régulation émotionnelle.

### Lamémoire de travail
La mémoire à court terme est exposée, communément, comme permettant un maintien temporaire de l'information, tandis que la mémoire de travail est exposée comme permettant, à la fois un maintien temporaire, mais aussi la manipulation de l'information maintenue.
cf Modèle de Baddeley sur la page Mémoire de travail

### L'attention
« L'attention est la prise de possession par l'esprit, sous une forme claire et vive, d'un objet ou d'une suite de pensées parmi plusieurs qui semblent possibles […] Elle implique le retrait de certains objets afin de traiter plus efficacement les autres »
— William James

### Laplanification
Elle est l'organisation dans le temps de la réalisation d'objectifs :
- dans un domaine précis ;
- avec différents moyens mis en œuvre ;
- et sur une durée (et des étapes) précise(s).

## Substrat neuronal des fonctions exécutives
Le substrat neuronal de contrôle cognitif est souvent alloué au cortex frontal. Cela a été démontré en utilisant principalement des études de patients. Cependant, les trois différentes fonctions de maîtrise cognitive semblent recruter différentes parties du cortex frontal, ainsi que d'autres régions du cerveau.
1. La mise à jour est associée à l'activation des zones du cortex préfrontal (dorsolatéral, inférieur et cingulaire) et du cortex pariétal (postérieur et supérieur)[23].
2. La flexibilité mentale nécessite les zones préfrontale, pariétale et sous-corticales du cerveau[24],[25],[26],[27].
3. L'inhibition est principalement associée au gyrus frontal inférieur droit[28], mais des études ont également montré l'implication d'autres structures cérébrales, telles que les zones cingulaire, préfrontale, pariétale et temporale[29]. La recherche a également confirmé la contribution des noyaux gris centraux, une structure du cerveau qui est principalement importante pour la régulation motrice[30].

## Épreuves mesurant les fonctions exécutives

### Trail Making Test (test des tracés)
Cette épreuve mesure la flexibilité mentale et se déroule en deux temps. Dans un premier temps, le sujet doit relier des chiffres dans l'ordre croissant le plus rapidement possible (1-2-3-4 ; etc.), et dans un second temps, il doit procéder de la même manière mais en alternant des chiffres et des lettres (1-A-2-B-3-C, etc.). Le « coût de shifting » est calculé en faisant la différence entre la deuxième et la première tâche.

### Le plus-moins
Ce test est aussi une mesure de la flexibilité mentale. Le sujet est d'abord entraîné à faire une série d'additions sur des nombres à deux chiffres (+ 3), puis il est entraîné à faire une série de soustractions (– 3), et enfin, il doit alterner les additions et les soustractions (+ 3 ; – 3 ; + 3, etc.).

### Len-back
Cette épreuve mesure la mise à jour de la mémoire de travail. La tâche n-back est une tâche de reconnaissance où les personnes sont tenues d'indiquer si un élément dans une liste présentée correspond à l'élément qui a été présenté n positions avant (par exemple, F-B-L-B est un exemple d'un match 2-back ; F-B-L-G est un exemple de décalage 2-back). Les essais leurres sont cruciaux dans ce paradigme, qui sont des essais où un élément correspond à l'élément qui a été présenté juste avant ou après la position cible n-back (par exemple, l'essai 2-back B-G-L-B). En général, il a été constaté que les gens sont plus lents et font plus d'erreurs sur ces essais en raison d'interférence proactive. Szmalec et collègues ont trouvé 2-back effets de leurres non seulement avec des items identiques, mis aussi avec des objets sémantiquement liés. Ils ont soumis les participants à une tâche 2-back avec les mots et ils ont introduit des leurres sémantiques (par exemple, fourchette-âne-maison-couteau) qui ont donné des effets clairs des leurres sémantiques.

### La tâche Stroop
Cette épreuve permet de mesurer l'inhibition. Dans cette tâche, des noms de couleurs qui sont imprimés en différentes couleurs d'encres, sont présentés aux participants. La tâche consiste à désigner la couleur de l'encre du mot le plus rapidement que possible, en ignorant le contenu du mot. Les résultats montrent généralement des difficultés à nommer la couleur appropriée dans les essais non congruents, qui sont des essais dans lesquels la couleur de l'encre est différente du mot de couleur. Les gens ont une tendance à lire automatiquement le mot et cela conduit à des interférences entre le mot de couleur et la couleur de l'encre. Pour réussir la tâche, il est important d'inhiber la tendance à lire les mots et à se concentrer sur la couleur de l'encre des mots.

### La tâche Flanker
La tâche Flanker est une tâche de réaction qui est conçue pour mesurer la capacité de pointer l'attention visuelle, en inhibant les informations gênantes. Dans cette tâche, les participants doivent donner une réponse rapide de gauche ou de droite à une flèche centrale, tout en ignorant les flèches d'accompagnement congruentes (par exemple, < < < < <) ou non congruentes (par exemple, < < > < <). Les gens ont une tendance à traiter automatiquement les informations de distraction, car ils sont généralement plus lents sur les stimuli non congruents que sur les stimuli congruents.

### Le Wisconsin Card Sorting Test
Le Wisconsin Card Sorting Test (WCST) est un test neuropsychologique élaboré par David A. Grant et Esta A. Berg en 1948.
Cette épreuve permet de mesurer la flexibilité mentale, qui est une bonne représentante globale des fonctions exécutives. On présente au sujet quatre cartes qui diffèrent de par leur couleur, la forme des items présentés sur chaque carte (ronds, carrés, triangles, etc.) et de par le nombre de ces items. La personne a, dans sa main, le paquet du reste des cartes. Sa tâche est de catégoriser une à une les cartes restantes en les posant sur l'un des quatre tas. On ne lui donne pas de critère pour organiser ses cartes, il peut, à sa guise les classer par couleurs, formes ou nombres de formes mais l'examinateur lui signifie uniquement par oui ou pas non si le critère choisi est le bon. On laisse alors le sujet organiser ses cartes selon le premier critère choisi pendant quelques cartes, puis à un moment, l'examinateur décide de changer de critère et le sujet doit retrouver le nouveau critère de classification.
La mesure principale de cette tâche est alors les erreurs persévératives (c'est-à-dire si le sujet persévère dans le critère qui lui est devenu routinier). Cela permet de voir si le sujet est capable de tenir compte de l'information en retour, mais aussi s'il est capable d'inhiber une réponse qui lui est devenue routinière.

## Troubles des fonctions exécutives
Certaines pathologies ou certains neuroatypismes (troubles du spectre de l'autisme (TSA) par exemple) sont associés à un syndrome dysexécutif (syndrome regroupant tout ou partie de troubles des fonctions exécutives tels que troubles de la maîtrise de l’inhibition et/ou de la planification et/ou de la flexibilité cognitive), quand la personne est plongée dans un contexte nouveau et/ou en situation de devoir résoudre un problème, de gérer un conflit ou simplement en situation d'interaction sociale. Dans ces cas, des troubles de l'attention et de la mémoire sont souvent associés.
Ces troubles peuvent rendre les apprentissages plus difficiles et fatigants, voire épuisants.

## Développement et impact
Les troubles du fonctionnement exécutif sont particulièrement observés chez les individus atteints de TDAH. Des difficultés dans la gestion du temps, l'organisation, l'autorégulation et la mémoire de travail sont courantes, impactant leur capacité à planifier et exécuter des tâches quotidiennes.